# Предлока
Предлока (словен. Predloka) — поселення в общині Копер, Регіон Обално-крашка, Словенія. Висота над рівнем моря: 98,7 м.